# Mariska Bauer
Mariska Bauer-van Rossenberg (Ter Aar, 26 januari 1976) is een Nederlandse televisiepresentatrice.

## Biografie
Mariska van Rossenberg werd geboren en groeide op in Ter Aar. Na de middelbare school werkte ze een tijdje in een nagelstudio en in de bediening in het restaurant van haar moeder. Zij ontmoette Frans Bauer toen hij kwam optreden in het restaurant. Het stel woont sinds begin jaren negentig samen en trouwde op 9 mei 2008 in de basiliek van Oudenbosch voor de kerk, het gemeentelijk huwelijk vond plaats in Willemstad. Samen hebben ze vier zonen.
Het gezinsleven van de familie Bauer was in 2003 te volgen in de realitysoap De Bauers. Het programma won de Gouden Televizier-Ring in 2004. Van 2010 tot 2015 presenteerde het echtpaar Bauer het programma Bananasplit.
Begin 2018 was Bauer met haar gezin te zien in het RTL 4-programma Groeten uit 19xx. Daarnaast kwam zij samen met haar man met een nieuwe serie op televisie onder de naam Frans Bauer in Amerika, waarin zij samen de Verenigde Staten bezoeken. In 2019 kwam er een vervolg op deze serie: Frans Bauer in China. Hierin reisden zij samen door China.
Op 7 januari 2022 kwam naar buiten dat Mariska Bauer getroffen was door een herseninfarct.